# Encrateola glabra
Encrateola glabra är en stekelart som beskrevs av Horstmann 1998. Encrateola glabra ingår i släktet Encrateola och familjen brokparasitsteklar. Inga underarter finns listade i Catalogue of Life.